# LGM-30 Minuteman
El LGM-30 Minuteman es un misil nuclear estadounidense del tipo ICBM (InterContinental Ballistic Missile: ‘misil balístico intercontinental’) de lanzamiento terrestre. Actualmente es el único tipo de misil intercontinental que queda operativo en Estados Unidos con base en tierra.
De las siglas que anteceden su nombre, la L indica que el misil se lanza desde un silo; la G indica que está diseñado para atacar objetivos en tierra; y la M indica que es un misil guiado.
El Minuteman III será reemplazado progresivamente por el nuevo LGM-35 Sentinel, que será construido por Northrop Grumman, cuya entrada en servicio se espera a partir de 2030.

## Historia

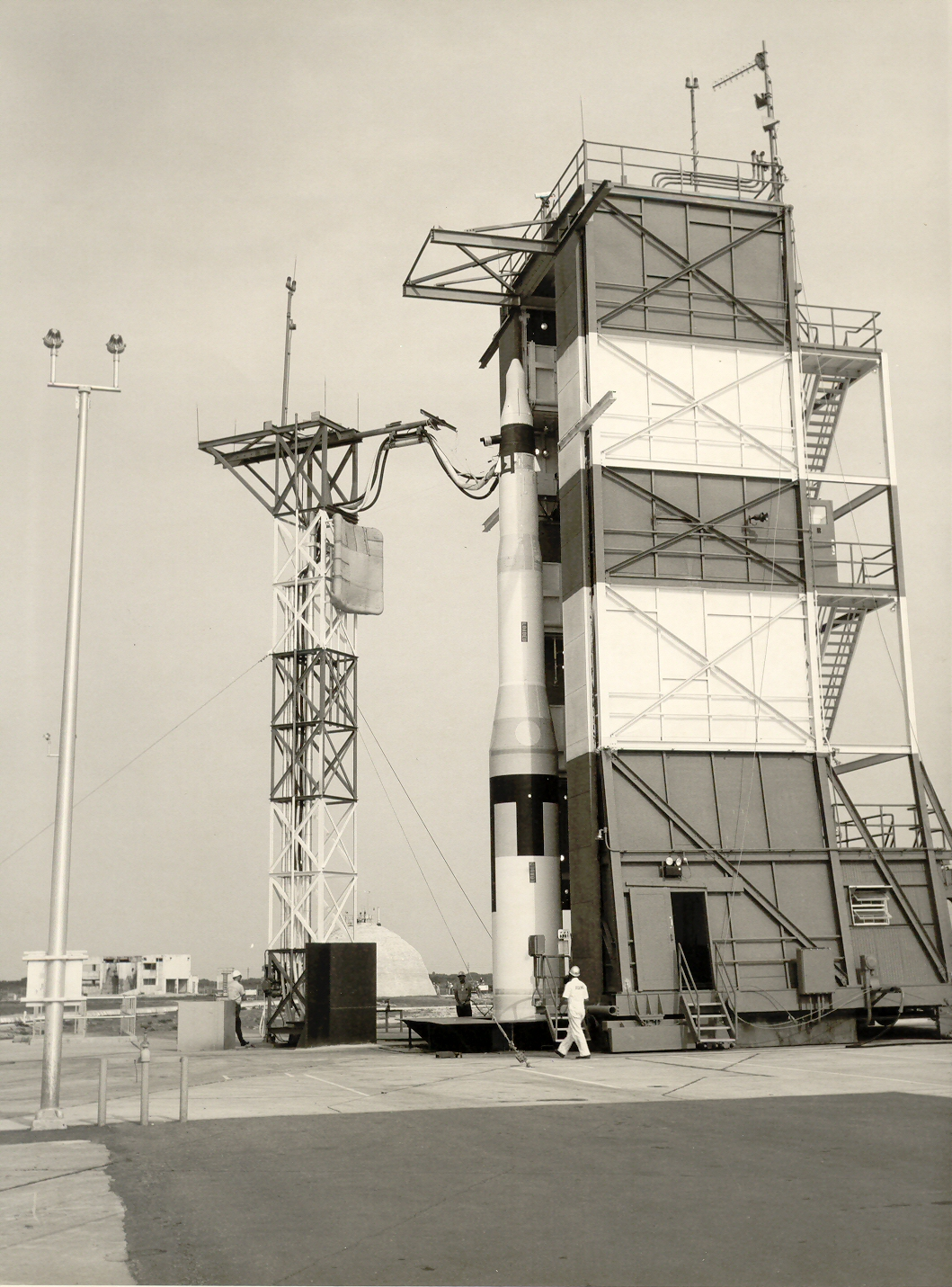
Un misil Minuteman I

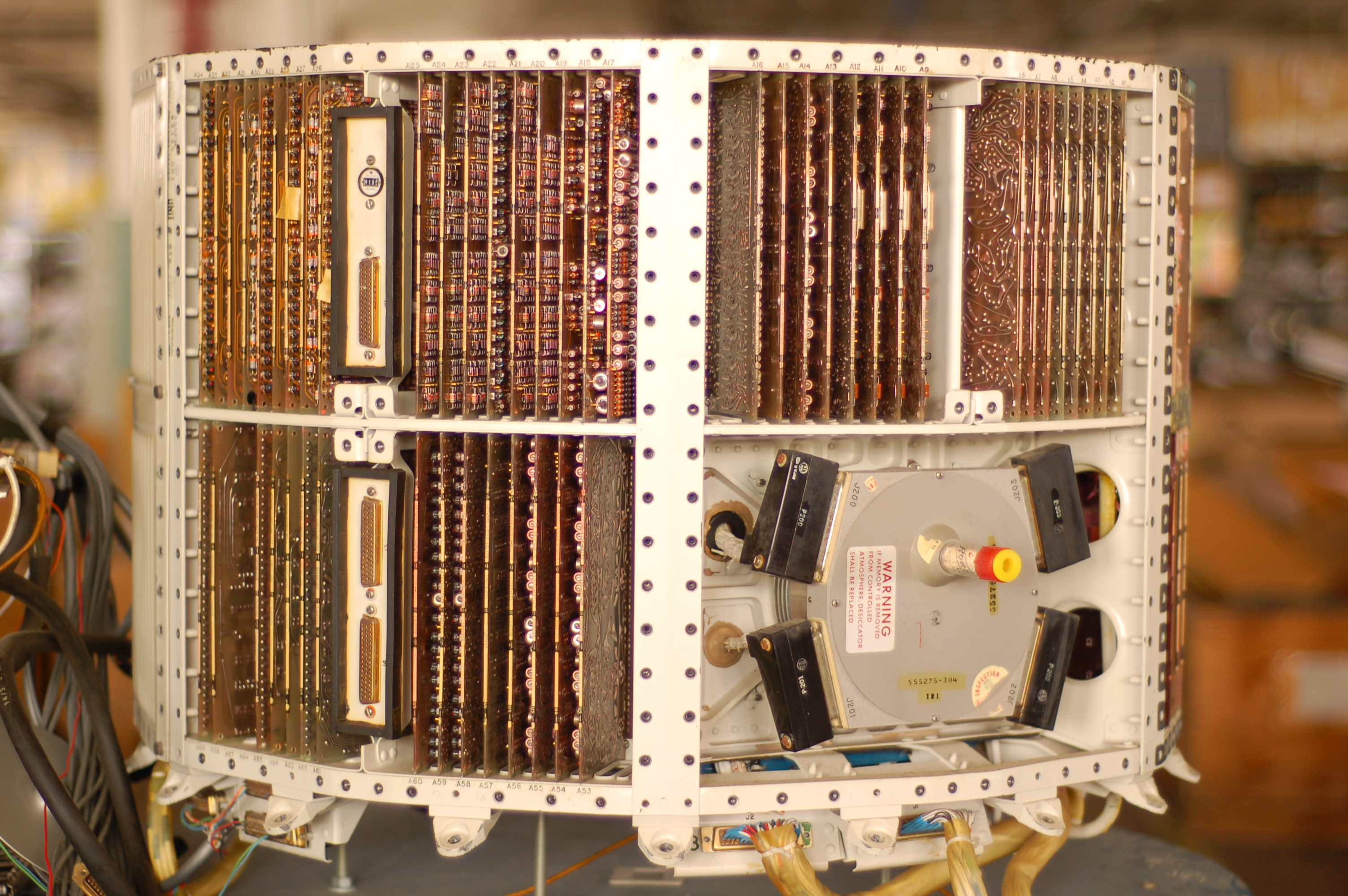
Computadora de guía Autonetics D-17 de un misil Minuteman I.

Los Minuteman I y II estuvieron en servicio entre 1962 y 1997. El Minuteman III fue fabricado por primera vez en 1969 y es el que sigue en activo en la actualidad.
Los Minuteman tienen dos innovaciones que le otorgan una vida útil muy larga: un motor de combustible sólido y un ordenador de a bordo digital.
El combustible sólido hace que los Minuteman tengan un tiempo de almacenamiento mayor y de despegue menor que los ICBM que usan combustible líquido. Una innovación crucial en esta área fue incluir una válvula para regular la presión del propulsor.
El sistema de guía inercial programable fue un gran riesgo en el diseño original. La primera vez que fue propuesto no había ningún computador digital que pudiera ser integrado en un misil. El programa de misiles de crucero supersónicos Navajo había fallado a la hora de crear dicho sistema.
El ordenador de a bordo era esencial para obtener mejoras en la precisión lo cual hizo que ese misil se mantuviera competitivo durante la Guerra Fría. El software de guía inercial puede ser actualizado e instalado en los misiles para hacerlos más precisos una vez que se han ido obteniendo mejores datos sobre la superficie terrestre.
Otra ventaja que animó a los programadores a aceptar el riesgo de instalar el computador era que podía ser utilizado también para probar y revisar el misil. Esto ahorró una gran cantidad de peso en cableado y conectores.

## Actualidad
Actualmente el Gobierno de Estados Unidos dispone de 450 Minuteman III en silos situados alrededor de las bases aéreas de F. E. Warren (Wyoming), Malmstrom (Montana) y Minot (Dakota del Norte).

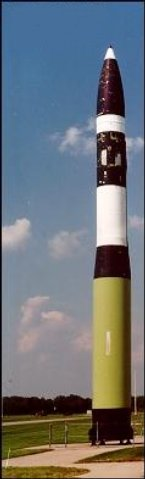
Misil Minuteman III

Es un misil guiado con tres motores en fase de combustible sólido y además utiliza un motor de combustible líquido para corregir la trayectoria o lanzar varias cabezas individuales hacia puntos separados. De este modo un solo misil puede tener múltiples objetivos lo que se conoce como MIRV (Multiple Independently-targetable Re-entry Vehicle: vehículo de reentrada múltiple e independiente). El misil incorpora un sistema de guía inercial.
Además de la cabeza nuclear estos misiles llevan sistemas de mejora de la penetración como bombas de fragmentación y señuelos.
Aunque el programa de desarme nuclear START II prohibiera expresamente los MIRV, esto no ha sido cumplido. El proyecto inicial de reducir a una sola el número de cabezas que puede transportar un misil ha sido revisado; Estados Unidos pretende mantener 800 cabezas múltiples para sus misiles Minuteman.
El misil Minuteman III (la versión actual) entró en servicio en 1970. Las unidades que se fabricaron entre 1970 y 1978 se fueron mejorando para incrementar la precisión y la carga. La USAF pretende mantener los Minuteman III hasta finales de la década de 2020, cuando serán sustituidos por el nuevo LGM-35 Sentinel.

## Lanzamiento de satélites

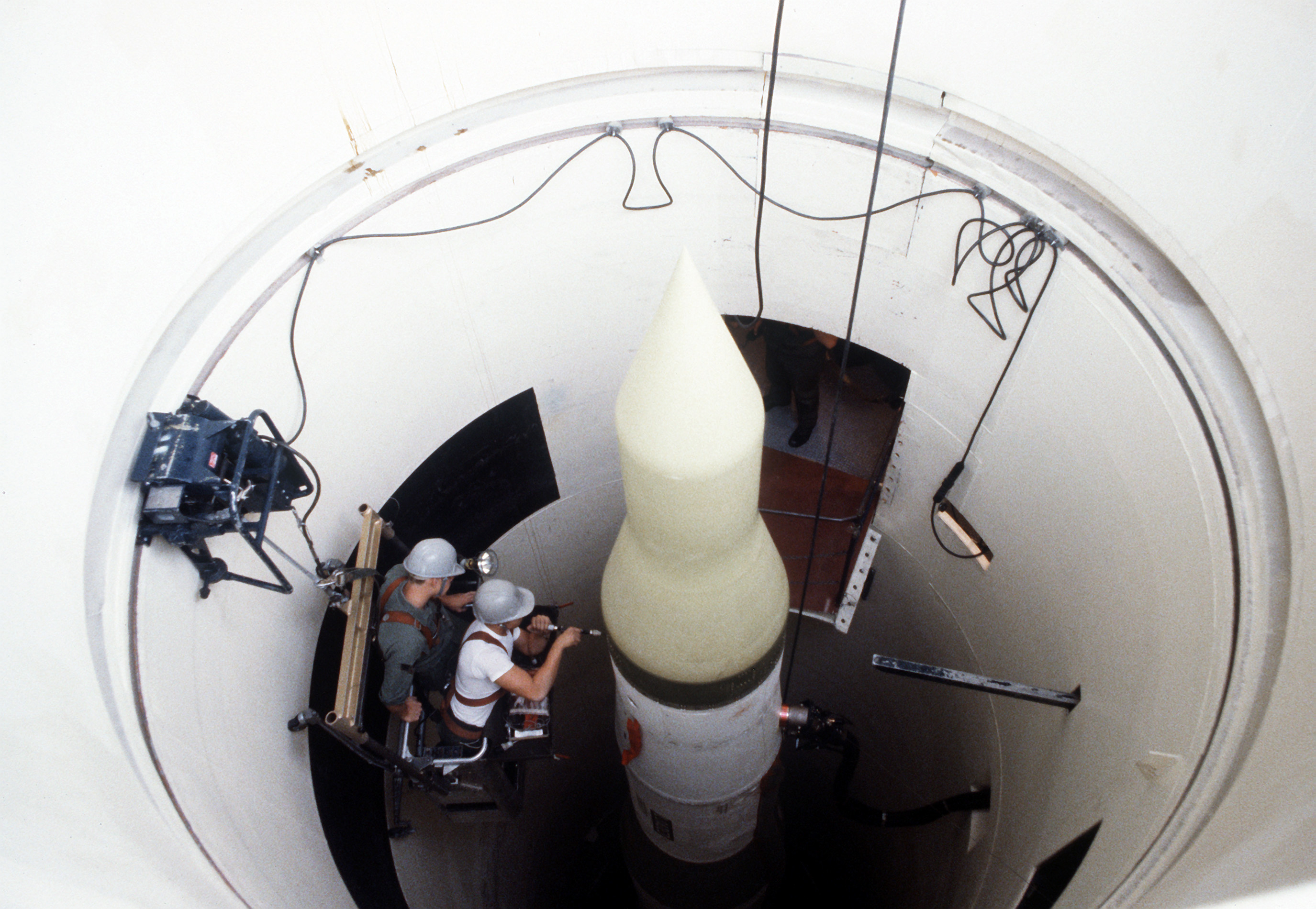
Un Minuteman II en su silo en 1980.

La USAF ha estudiado la viabilidad de que algunos Minuteman se utilicen para poner satélites en órbita.[cita requerida] Estos misiles se almacenarían en silos para ser lanzados en poco tiempo. La carga sería variable y se podría cambiar fácilmente. Esto dotaría a EE. UU. de una mayor capacidad de lanzamiento de satélites en tiempos de emergencia.